# Huna bar Chijja
Rab Huna bar Chijja (auch Huna bar Chija) war ein Amoräer der 3. Generation in Babylonien und lebte und wirkte Ende des dritten, Anfang des vierten nachchristlichen Jahrhunderts.
Er war Schüler und (nach Scherira Gaon) Nachfolger von Rabbi Juda als Leiter der Akademie in Pumbedita und überlieferte auch Halachot von Ulla und Huna.
Rabba und Rab Josef kamen zu ihm, um bei ihm Halacha zu lernen, nahmen davon aber wieder Abstand, als sie hörten, er sei „königlicher Beamter“ geworden.